# 해남 미황사 응진당
해남 미황사 응진당(海南 美黃寺 應眞堂)는 대한민국 전라남도 해남군, 미황사에 있는 조선시대의 불전이다. 1993년 11월 19일 대한민국의 보물 제1183호로 지정되었다.

## 같이 보기
- 미황사

## 참고 자료
- 해남 미황사 응진당 - 국가유산청 국가유산포털